# Педру-Озориу
Педру-Озориу (порт. Pedro Osório)  —  муниципалитет в Бразилии, входит в штат Риу-Гранди-ду-Сул. Составная часть мезорегиона Юго-восток штата Риу-Гранди-ду-Сул. Входит в экономико-статистический микрорегион Пелотас. Население составляет 8 228 человек на 2006 год. Занимает площадь 603,757 км². Плотность населения — 13,6 чел./км².

## История
Город основан 3 апреля 1959 года. 

## Статистика
- Валовой внутренний продукт на 2003 составляет 52.995.097,00 реалов (данные: Бразильский институт географии и статистики).
- Валовой внутренний продукт на душу населения на 2003 составляет 6.484,17 реалов (данные: Бразильский институт географии и статистики).
- Индекс развития человеческого потенциала на 2000 составляет 0,769 (данные: Программа развития ООН).

## География
Климат местности: субтропический.